# Liste der Naturdenkmale in Eppelheim
| Naturdenkmale | Anzahl |
| ------------- | ------ |
| FND           | 0      |
| END           | 2      |
| Gesamt        | 2      |

Die Liste der Naturdenkmale in Eppelheim nennt die verordneten Naturdenkmale (ND) der im baden-württembergischen Rhein-Neckar-Kreis liegenden Stadt Eppelheim. In Eppelheim gibt es zwei als Naturdenkmal geschützte Objekte, keines ist ein flächenhaftes Naturdenkmal (FND), beide sind Einzelgebilde-Naturdenkmale (END).
Stand: 31. Oktober 2016.

## Einzelgebilde (END)
| Name                       | Bild | Kennung     | Einzelheiten | Position | Fläche Hektar | Datum         |
| -------------------------- | ---- | ----------- | ------------ | -------- | ------------- | ------------- |
| Stieleiche, Friedhof       |      | 82260180001 | Eppelheim    | ⊙        | 0,0           | 26. Feb. 2004 |
| 4 Pyramideneichen Friedhof |      | 82260180002 | Eppelheim    | ⊙        | 0,0           | 26. Feb. 2004 |
| Legende für Naturdenkmal   |      |             |              |          |               |               |